# Эйя-фьорд
Эйя-фьорд (исл. Eyjafjörður — Островной фьорд) — фьорд в Исландии.
Эйя-фьорд расположен в северной части Исландии, к востоку от полуострова Трёдласкаги и выходит в Гренландское море. Длина фьорда составляет 60 километров, ширина его достигает 24 километров. Оканчивается Эйя-фьорд разделением в западном направлением на небольшие Хединс-фьорд и Олафс-фьорд.
В южном конце Эйя-фьорда находится крупнейший город Северной Исландии Акюрейри, на его западном берегу — городки Дальвик и Оулафсфьордур. Посреди фьорда лежит остров Хрисей.